# Liste der Bodendenkmäler in Polling (bei Mühldorf am Inn)
Auf dieser Seite sind die Bodendenkmäler in der oberbayerischen Gemeinde Polling zusammengestellt. Diese Tabelle ist eine Teilliste der Liste der Bodendenkmäler in Bayern. Grundlage ist die Bayerische Denkmalliste, die auf Basis des Bayerischen Denkmalschutzgesetzes vom 1. Oktober 1973 erstmals erstellt wurde und seither durch das Bayerische Landesamt für Denkmalpflege geführt wird. Die folgenden Angaben ersetzen nicht die rechtsverbindliche Auskunft der Denkmalschutzbehörde.

## Bodendenkmäler der Gemeinde Polling

### Bodendenkmäler in der Gemarkung Flossing
| Lage                | Objekt | Akten-Nr.     | Bild |
| ------------------- | --- | ------------- | ---- |
| Flossing (Standort) | Körpergräber des frühen Mittelalters. | D-1-7741-0080 |      |
| Flossing (Standort) | Körpergräber des frühen Mittelalters. | D-1-7741-0082 |      |
| Flossing (Standort) | Verebnete Grabhügel vorgeschichtlicher Zeitstellung. | D-1-7741-0090 |      |
| Flossing (Standort) | Siedlung vor- und frühgeschichtlicher Zeitstellung. | D-1-7741-0100 |      |
| Flossing (Standort) | Abschnittsbefestigung vor- und frühgeschichtlicher Zeitstellung. | D-1-7741-0104 |      |
| Flossing (Standort) | Abschnittsbefestigung vor- und frühgeschichtlicher Zeitstellung oder Burgstall des hohen oder späten Mittelalters. | D-1-7741-0130 |      |
| Flossing (Standort) | Körpergräber des frühen Mittelalters. | D-1-7741-0245 |      |
| Flossing (Standort) | Untertägige spätmittelalterliche und frühneuzeitliche Befunde im Bereich der Katholischen Pfarrkirche St. Johannes d. Täufer in Oberflossing und ihres Vorgängerbaus. Siehe auch: St. Johannes der Täufer (Oberflossing) | D-1-7741-0254 |      |
| Flossing (Standort) | Burgstall des späten Mittelalters und der frühen Neuzeit (Schloss Furth). Siehe auch: Schloss Furth (Polling) | D-1-7741-0260 |      |
| Flossing (Standort) | Abgegangener Edelsitz der frühen Neuzeit (Schloss Klugham). Siehe auch: Schloss Klugham (Polling) | D-1-7741-0262 |      |
| Flossing (Standort) | Untertägige frühneuzeitliche Befunde im Bereich der Katholischen Filial- und Wallfahrtskirche Hl. Mutter Anna in Annabrunn. Siehe auch: Wallfahrtskirche Hl. Mutter Anna (Annabrunn bei Flossing)                        | D-1-7741-0268 |      |
| Flossing (Standort) | Verebnete Grabhügel vorgeschichtlicher Zeitstellung. | D-1-7841-0054 |      |
| Flossing (Standort) | Verebnete Grabhügel vorgeschichtlicher Zeitstellung. | D-1-7841-0055 |      |

### Bodendenkmäler in der Gemarkung Forsting
| Lage                | Objekt                                                   | Akten-Nr.     | Bild |
| ------------------- | -------------------------------------------------------- | ------------- | ---- |
| Forsting (Standort) | Burgstall des frühen oder hohen Mittelalters (Burgberg). | D-1-7841-0050 |      |

### Bodendenkmäler in der Gemarkung Grünbach
| Lage                | Objekt | Akten-Nr.     | Bild |
| ------------------- | --- | ------------- | ---- |
| Grünbach (Standort) | Abschnittsbefestigung des frühen oder hohen Mittelalters. | D-1-7741-0065 |      |
| Grünbach (Standort) | Verebnetes Grabenwerk und Siedlung vor- und frühgeschichtlicher Zeitstellung.                                                                                        | D-1-7741-0089 |      |
| Grünbach (Standort) | Verebneter Burgstall des hohen oder späten Mittelalters. | D-1-7741-0093 |      |
| Grünbach (Standort) | Verebnete Grabhügel vorgeschichtlicher Zeitstellung. | D-1-7741-0094 |      |
| Grünbach (Standort) | Siedlung vor- und frühgeschichtlicher Zeitstellung. | D-1-7741-0136 |      |
| Grünbach (Standort) | Burgstall des hohen oder späten Mittelalters. | D-1-7741-0158 |      |
| Grünbach (Standort) | Untertägige spätmittelalterliche und frühneuzeitliche Befunde im Bereich der Katholischen Filialkirche St. Leonhard in Grünbach. Siehe auch: St. Leonhard (Grünbach) | D-1-7741-0252 |      |
| Grünbach (Standort) | Wall-Graben-Anlage vor- und frühgeschichtlicher Zeitstellung. | D-1-7841-0051 |      |

### Bodendenkmäler in der Gemarkung Guttenburg
| Lage                  | Objekt                                                | Akten-Nr.     | Bild |
| --------------------- | ----------------------------------------------------- | ------------- | ---- |
| Guttenburg (Standort) | Grabenwerk vor- und frühgeschichtlicher Zeitstellung. | D-1-7740-0051 |      |

### Bodendenkmäler in der Gemarkung Mühldorf a.Inn
| Lage                      | Objekt                                                                      | Akten-Nr.     | Bild |
| ------------------------- | --------------------------------------------------------------------------- | ------------- | ---- |
| Mühldorf a.Inn (Standort) | Verebnete Grabhügel und Siedlung vor- und frühgeschichtlicher Zeitstellung. | D-1-7741-0187 |      |

### Bodendenkmäler in der Gemarkung Oberneukirchen
| Lage                      | Objekt                                                                                    | Akten-Nr.     | Bild |
| ------------------------- | ----------------------------------------------------------------------------------------- | ------------- | ---- |
| Oberneukirchen (Standort) | Grabhügel mit Bestattungen der späten Bronzezeit sowie Siedlung der römischen Kaiserzeit. | D-1-7840-0028 |      |

### Bodendenkmäler in der Gemarkung Polling
| Lage               | Objekt | Akten-Nr.     | Bild |
| ------------------ | --- | ------------- | ---- |
| Polling (Standort) | Reihengräberfeld des frühen Mittelalters. | D-1-7741-0064 |      |
| Polling (Standort) | Burgstall des hohen oder späten Mittelalters. | D-1-7741-0066 |      |
| Polling (Standort) | Burgstall des hohen oder späten des Mittelalters. | D-1-7741-0067 |      |
| Polling (Standort) | Brandgräber der Urnenfelderzeit und Körpergräber der frühen Latènezeit. | D-1-7741-0071 |      |
| Polling (Standort) | Siedlung der römischen Kaiserzeit, Gräberfeld des frühen bis hohen Mittelalters sowie abgegangene Kirche des Mittelalters und der frühen Neuzeit (St. Jakobus d. Ä. bzw. St. Ulrich in Ehring). | D-1-7741-0074 |      |
| Polling (Standort) | Verebnete Grabhügel vorgeschichtlicher Zeitstellung. | D-1-7741-0088 |      |
| Polling (Standort) | Siedlung oder verebnete Grabhügel vor- und frühgeschichtlicher Zeitstellung. | D-1-7741-0092 |      |
| Polling (Standort) | Verebnete Grabhügel vorgeschichtlicher Zeitstellung. | D-1-7741-0095 |      |
| Polling (Standort) | Verebnete Grabhügel vorgeschichtlicher Zeitstellung. | D-1-7741-0099 |      |
| Polling (Standort) | Körpergräber des frühen Mittelalters. | D-1-7741-0101 |      |
| Polling (Standort) | Siedlung vor- und frühgeschichtlicher Zeitstellung. | D-1-7741-0246 |      |
| Polling (Standort) | Untertägige spätmittelalterliche und frühneuzeitliche Befunde im Bereich der Katholischen Kuratiekirche Mariä Heimsuchung in Polling. Siehe auch: Mariä Heimsuchung (Polling)                   | D-1-7741-0249 |      |
| Polling (Standort) | Siedlung mit Hofgrablegen des frühen Mittelalters. | D-1-7741-0273 |      |
| Polling (Standort) | Untertägige spätmittelalterliche und frühneuzeitliche Befunde im Bereich der Katholischen Filialkirche Hl. Kreuz in Bergham.                                                                    | D-1-7841-0203 |      |

### Bodendenkmäler in der Gemarkung Tüßling
| Lage               | Objekt                                              | Akten-Nr.     | Bild |
| ------------------ | --------------------------------------------------- | ------------- | ---- |
| Tüßling (Standort) | Siedlung oder Brandgräber der römischen Kaiserzeit. | D-1-7741-0175 |      |